# Pseudohexapodibius degenerans
Genre
Espèce
Synonymes
- Hexapodibius degenerans Biserov, 1990

Pseudohexapodibius degenerans, unique représentant du genre Pseudohexapodibius, est une espèce de tardigrades de la famille des Macrobiotidae. 

## Distribution
Cette espèce est endémique d'Ukraine.

## Publications originales
- Bertolani & Biserov, 1996 : Leg and claw adaptations in soil tardigrades, with erection of two new genera of Eutardigrada, Macrobiotidae: Pseudohexapodibius and Xerobiotus. Invertebrate Biology, vol. 115, no 4, p. 299-304.
- Biserov, 1990 : New species of Tardigrada in the USSR fauna. Zoologicheskii Zhurnal, vol. 69, no 5, p. 17-25.